# Jean-Michel Bellot
Jean-Michel Bellot (Francia, 6 de diciembre de 1953) es un atleta francés retirado especializado en la prueba de salto con pértiga, en la que consiguió ser medallista de bronce europeo en pista cubierta en 1981.

## Carrera deportiva
En el Campeonato Europeo de Atletismo en Pista Cubierta de 1981 ganó la medalla de bronce en el salto con pértiga, con un salto por encima de 5.65 metros, tras su paisano francés Thierry Vigneron que batió el récord del mundo con 5.70 metros, y el soviético Aleksandr Krupskiy (plata también con 5.65 metros pero en menos intentos).